# Мільйон (новела)
«Мільйо́н» (фр. Un million) — новела французького письменника Гі де Мопассана, видана у 1882 році. Твір розповідає про подружжя, яке заради великої спадщини вдалося до перелюбу.

## Історія
Гі де Мопассан вперше опублікував цю новелу в газеті «Gil Blas» 2 листопада 1882 року. Через два роки він переписав її під назвою «Спадщина». В українському перекладі «Мільйон» побачив світ у видавництві «Дніпро» двічі: у восьмитомному зібранні творів Гі де Мопассана (1969—1972) і двотомному виданні вибраних творів письменника (1990) (обидва рази у перекладі Ореста Сухолотюка).

## Сюжет
Пан Леопольд Боннен — взірець поміркованості в усьому. Він не настільки благочесний, аби це впадало у вічі, але його порядність розвинута рівно настільки, аби не мати у житті ніяких прикростей. Боннен одружився з бідною дівчиною, але в цьому вчинку не було і натяку на жертовність, адже подружжя з міркувань ощадливості живе без дітей. Це засмучує багату і бездітну сестру пані Боннен, яка заповіла їм мільйонний спадок, але на несподіваних умовах: подружжя отримує його лише в тому разі, якщо за три роки заведе дитину, якщо ж цього не станеться, то гроші відійдуть бідним.
У житті Боненнів усе йде шкереберть. Щоночі вони докладають зусиль, аби отримати довгоочікуване багатство, але їм не щастить. Перепробувавши всі засоби, вони чують від лікаря присуд — невідповідність чоловіка і жінки… нічого небезпечного для здоров'я… такі випадки трапляються. На роботі над паном Боненном сміються, колега Фредерік Морель пропонує другові непристойні послуги, дружина йому докоряє. Сам же пан Боннен на прикладі свого колеги, який домігся позачергового підвищення, пояснює подрузі життя: «У нього розумна жінка, тільки й всього. Вона зуміла запобігти ласки в начальника і добивається всього, чого захоче».
Здається, пані Боннен теж нарешті зрозуміла, по деякім часі в неї визначають вагітність. Ще трохи згодом стосунки з Фредеріком Морелем зводять нанівець. Пані Боннен до кінця життя насміхалася над жінками, які згрішили через нездолану пристрасть.